# Франц (герцог Саксен-Кобург-Заальфельдський)
Франц Фрідріх Антон (нім. Franz Friedrich Anton, 17 липня 1750 — 9 грудня 1806) — правлячий герцог Саксен-Кобург-Заальфельду у 1800—1806 роках, син попереднього герцога Саксен-Кобург-Заальфельду Ернста Фрідріха та принцеси Софії Антонії Брауншвейг-Вольфенбюттельської. Дід королеви Вікторії. Колекціонер.

## Біографія
Народився 17 липня 1750 року у Кобурзі. Став первістком в родині спадкоємного принца Саксен-Кобург-Заальфельду Ернста Фрідріха та його дружини Софії Антонії Брауншвейг-Вольфенбюттельської, з'явившись на світ на другий рік після їхнього весілля. Родина згодом поповнилася шістьма молодшими дітьми, з яких дорослого віку досягли лише Людвіг та Кароліна.
У 1764 році батько успадкував трон і переніс резиденцію із Заальфельду до Кобурга. Країна була в боргах, що постійно зростали. В герцогстві від 1772 року працювала дебетна та адміністративна комісія, призначена імператором Йосифом II, яка розпоряджалася прибутками казни, герцог отримував лише 12 000 талерів на рік. Тим не менш, Франц під керівництвом приватних вчителів отримав глибоку та ретельну освіту.
У 25 років Франц узяв шлюб із 16-річною принцесою Софією Саксен-Гільдбурггаузенською, старшою донькою герцога Саксен-Гільдбурггаузена Ернста Фрідріха III. Весілля пройшло 6 березня 1776 року у Гільдбурггаузені. Дітей у подружжя не було. За сім місяців після весілля Софія померла від грипу.
За кілька місяців після смерті першої дружини 26-річний принц побрався вдруге із 20-річною графинею Августою Ройсс-Еберсдорфською, яка вважалася однією з найкрасивіших жінок свого часу і була старшою донькою графа Генріха XXIV Ройсс цу Еберсдорф. Вінчання пройшло 13 червня 1777 року в Еберсдорфі. Живими у подружжя народилося десятеро дітей. Від 1786 до 1800 року сімейство мешкало у Prinzenpalais в Кобурзі.
У вересні 1800 року Франц успадкував владу. Оскільки держава все ще знаходилася під наглядом імперської комісії, він у 1801 році винайняв фінансового експера Теодора фон Кречманна, якому вдалося її розпустити. Вражений результатом, Франц призначив Кречманна держміністром на чолі адміністрації. Однак на новій посаді на того посипалися скарги щодо надто жорсткої поведінки та свавілля. Його політика привела до звільнення численних цивільних службовців і відвертої непопулярності та протистояння. Герцог через своє добре серце навпаки користувався любов'ю та повагою підданих. У 1802 році Франц призначив чиновникам фіксовану річну зарплатню. 1 травня 1802 року поєднав три державні органи (уряд, консисторію та камерний коледж) в один, названий Органи державної влади (нім. Landesregierung).
Був великим поціновувачем мистецтва та бібліофілом. Його колекція мідьоритів сягала 300000 екземплярів. Також був відомий величезною бібліотекою в своєму палаці. Цікавився ботанікою та астрономією. По кілька разів на тиждень здійснював прогулянки зі своїм сином Леопольдом, чим викликав у того велику ж цікавість до природничих наук.
У 1805 році придбав замок Розенау як літню резиденцію для свого сина Ернста.
9 жовтня 1806 року французькі війська, під командуванням маршала Ожеро вдерлися до країни і зайняли герцозький палац. Вмираючого Франца разом із Леопольдом ув'язнили в Заальфельдській фортеці. Два інших його сина були в той час у військах коаліції. Герцог помер 9 грудня 1806 року, за шість днів до підписання трактату, за яким герцогство Саксен-Кобург-Заальфельдське увійшло до Рейнського союзу.
Був похований в Кобурзі у крипті церкви Святого Моріца. У 1817 році його перепоховали у мавзолеї придворного сада Кобурга.

## Родина
Дружина — Софія Саксен-Гільдбурггаузенська
Дітей не було
Дружина — Августа Ройсс-Еберсдорфська
Діти:
- Софія (1778—1835) — дружина графа Еммануеля де Пуйї, мала шестеро синів;
- Антуанетта (1779—1824) — дружина герцога Александра Вюртемберзького, мала п'ятеро дітей;
- Юліана (1781—1860) — дружина великого князя Російської імперії Костянтина Павловича, дітей не мала;
- Ернст (1784—1844) — наступний герцог Саксен-Кобург-Заальфельду у 1806—1826 роках, герцог Саксен-Кобург-Готи у 1826—1844 роках, був двічі одруженим, мав двох синів від першого шлюбу та кількох позашлюбних дітей;
- Фердинанд (1785—1851) — принц Саксен-Кобург-Готський, засновник роду Саксен-Кобург-Гота-Кохарі, генерал від кавалерії, був одружений з угорською княжною Марією Антонією Кохарі, мав четверо дітей;
- Вікторія (1786—1861) — дружина князя Еміха Карла Лейнінгенського, а після його смерті — герцога Кентського Едварда Августа, мала трьох дітей від обох шлюбів;
- Маріанна (1788—1794) прожила 6 років;
- Леопольд (1790—1865) — король Бельгії, був двічі одруженим, мав четверо дітей від другого шлюбу та кількох позашлюбнних;
- Максиміліан (1792—1793) прожив 3 тижні.

## Нагороди
- Орден Андрія Первозванного (Російська імперія).